# National Premier Leagues Tasmania
La NPL Tasmania è il più alto livello di calcio nello Stato della Tasmania, Australia. A livello nazionale, è di un grado inferiore alla NSD e costituisce la terza serie del paese. È diretto dalla Football Tasmania, la federazione dello stato di appartenenza.

## Storia
Nel 2012, viene annunciato che anche la zona della Tasmania avrebbe partecipato alla NPL, la nuova seconda divisione australiana, attraverso una riforma del campionato; la denominazione assunta è quella ancora attuale nel 2025, ovvero NPL Tasmania.
A partire dalla stagione 2025, dopo la creazione di una nuova seconda serie, la lega passerà al terzo livello della piramide calcistica nazionale.

## Squadre partecipanti
Stagione 2024.
- Clarence Zebras
- Devonport City
- Glenorchy Knights
- Kingborough Lions Utd
- Launceston City
- Launceston Utd
- Riverside Olympic
- South Hobart

## Albo d'oro

### Vincitori della NPL Tasmania
- 2013 -  South Hobart
- 2014 -  South Hobart
- 2015 -  Olympia Warriors
- 2016 -  Devonport City
- 2017 -  South Hobart
- 2018 -  Devonport City
- 2019 -  Devonport City
- 2020 -  Devonport City
- 2021 -  Glenorchy Knights
- 2022 -  Devonport City
- 2023 -  Devonport City
- 2024 -  Glenorchy Knights